# Polje (geológia)
A polje a karsztvidékek legnagyobb zárt mélyedéses formája, melynek kiterjedése 5-500 km². A poljéket a szomszédos hegyektől, ill fennsíkoktól meredek falak választják el. A poljék aljzata akár 50 m-es üledékkel is ki van töltve, amelyek a kopár lejtőkről származnak.

## Elnevezése
Az ősszláv *polje 'mező' szóból származik. A kifejezés legkorábbi használata földtani műszóként a 19. század végén adatolható. Más nyelveken ugyanígy megvan a kifejezéslás, vö. angol polje, német Polje, görög polye, olasz, spanyol, francia, orosz, török polje 'ugyanaz'. A hazai szakirodalomban először Cholnoky Jenő által jelenik meg.

## Kialakulása
A poljék kialakulásában a karsztos folyamatok mellett szerkezeti mozgások, törésvonalak is szerepet játszanak. A poljék kialakulását illetően több különböző elmélet és meghatározás is született. (Alább a Cholnoky Jenő-féle elképzelések vannak ismertetve.)

### Tektonikus
A medence tektonikus mozgás következtében besüllyed.

### Kopott
A mészkő összlet vékonyan borítja az alatta elhelyezkedő nem karsztos kőzetet. A kioldódott mészkő helyén maradt üregek fölötti mészkőréteg elveszti stabilitását és berogy.

### Süllyedt
Egy mészkőbe gyűrődött nem karsztos kőzet akadályt képez a felszín alatti vizek útjába, és azokat egy helyre terelve lokálisan intenzívebb üregesedést okoz. Ennek következtében az üregesedett mészkő besüllyed a nem karsztos kőzet nyomása alatt.
A legtöbb polje a Dinári-hegységben található, így Bosznia-Hercegovinában, Szlovéniában, Horvátországban.

## Hasznosítása
A kopár és száraz karsztfennsíkokon csak a poljékban van vízfolyás és a földműveléshez megfelelő talaj, ezért a falvak is a poljékba települtek. A poljékban így intenzív földművelés zajlik.

## Karsztjelenségek
- Karsztforrások: A polje szélein karsztforrások nyílhatnak, és a barlangokból előbukkanó folyók vághatnak rajtuk keresztül.
- Estavellék: Időszakos karsztforrások helyei. A vízállás függvényében lehetnek karsztforrások vagy víznyelők.
- Humok: meredek falú kúpkarsztok, amelyek a sima poljealjzatból emelkednek ki.

## Magyarországon
Megoszlanak a vélemények, hogy létezik-e Magyarországon polje a különböző fogalmi meghatározások okán. Leél-Őssy Sándor (1954) a bükki Nagy-fennsÌkon
ilyen formának tartja a Nagy-Mezőt és a Fekete-Sár─Zsidó-rétet.